# Peter Kassig
Peter Kassig (* Februar 1988 in Indianapolis; † Oktober oder November 2014 bei Dabiq, Syrien) war ein US-amerikanischer medizinischer Katastrophenhelfer und ehemaliger US-Soldat des 75th Ranger Regiment. Im Alter von 26 Jahren wurde er im November 2014 von der dschihadistisch-salafistischen Terrororganisation Islamischer Staat enthauptet.

## Leben
Peter Kassig stammte aus Indianapolis im US-Bundesstaat Indiana. Nach seinem High-School-Abschluss 2006 trat er freiwillig der US-Army bei, wo er später zur Spezialeinheit des 75th Ranger Regiment stieß. Kassig wurde anschließend mit der Elite-Truppe der Rangers 2007 im Irak eingesetzt.
Während seiner Armeezeit wurde er zum Emergency Medical Technician ausgebildet. Nachdem er aus medizinischen Gründen seinen Dienst quittieren musste, studierte er von 2011 bis 2013 Politikwissenschaft an der Butler University in Indianapolis.
Im Mai 2012 besuchte Kassig die Stadt Beirut im Libanon und erkannte, dass dort wegen des Syrien-Krieges humanitäre Hilfe benötigt wurde. Ab diesem Zeitpunkt wurde Kassig zum zivilen Helfer, der sich an diversen Hilfsprojekten für Syrien beteiligte, hauptsächlich im medizinischen Bereich. Er gründete eine Hilfsorganisation für die Opfer und Flüchtlinge des syrischen und nordirakischen Bürgerkrieges namens „SERA“ (Special Emergency Response and Assistance), die größtenteils Hilfsaktionen zur medizinischen Ausbildung und Behandlung ausführte.
Der Journalist Joshua Hersh schrieb über sein letztes Treffen mit Kassig in einem Café in Beirut im September 2013 für das Magazin The New Yorker, dass er sich tiefer in die Niederungen des Krieges einlasse, während alle anderen eher zurückwichen.
Am 1. Oktober 2013 wurde Kassig in Dair as-Saur im Osten Syriens entführt. Die Eltern Peter Kassigs wiesen in einem Video darauf hin, dass er aus humanitären Gründen in Syrien aktiv war und flehten darum, ihren Sohn freizulassen. “We implore those who are holding you to show mercy and use their power to let you go,” sagte seine Mutter Paula Kassig. In der Gefangenschaft konvertierte der frühere Methodist zum Islam und nannte sich seither Abdul-Rahman Kassig.

## Tod
In einem am 16. November 2014 auf islamistischen Internetseiten veröffentlichten Video, das auch die Enthauptung von 22 syrischen Soldaten zeigte, behauptete ein maskierter Mann, Peter Kassig ermordet zu haben. Neben dem mutmaßlichen Täter Jihadi John war ein abgeschlagener Kopf zu sehen. Als Ort der Tat nannte der IS die Stadt Dabiq bei Aleppo. Kurz darauf wurde das Enthauptungsvideo von den USA als echt bestätigt.
Kassig war zuletzt Anfang Oktober 2014 am Ende eines IS-Videos zu sehen gewesen, in dem die Enthauptung des Briten Alan Henning gezeigt wurde. Zuvor hatte der IS auch schon die beiden US-amerikanischen Journalisten James Foley und Steven Sotloff  sowie den Briten David Haines ermordet.
Da Kassigs Enthauptung stark von den Darstellungen in den vorangegangenen Hinrichtungsvideos abwich, vermuteten Terrorexperten, dass er sich geweigert haben könnte, an der üblichen Inszenierung mitzuwirken und zum Beispiel kein eigenes Statement vor der Kamera abgeben wollte. Am 18. November tauchten zudem Berichte auf, wonach der US-Amerikaner bereits am 5. November bei einem Luftangriff der Anti-IS-Koalition auf Tall Abyad ums Leben gekommen sein soll. Diese Angaben konnten jedoch nicht von unabhängigen Stellen bestätigt werden.

## Reaktionen
„Ich bin entsetzt vom kaltblütigen Mord an Abdul-Rahman Kassig“, teilte der britische Regierungschef David Cameron via Twitter mit. US-Präsident Barack Obama räumte dahingegen ein, dass ein militärischer Befreiungsversuch von Kassig und anderen Geiseln wie Foley, Sotloff, Kayla Mueller und John Cantlie im vorherigen Juli gescheitert war.